# Репин, Степан Спиридонович

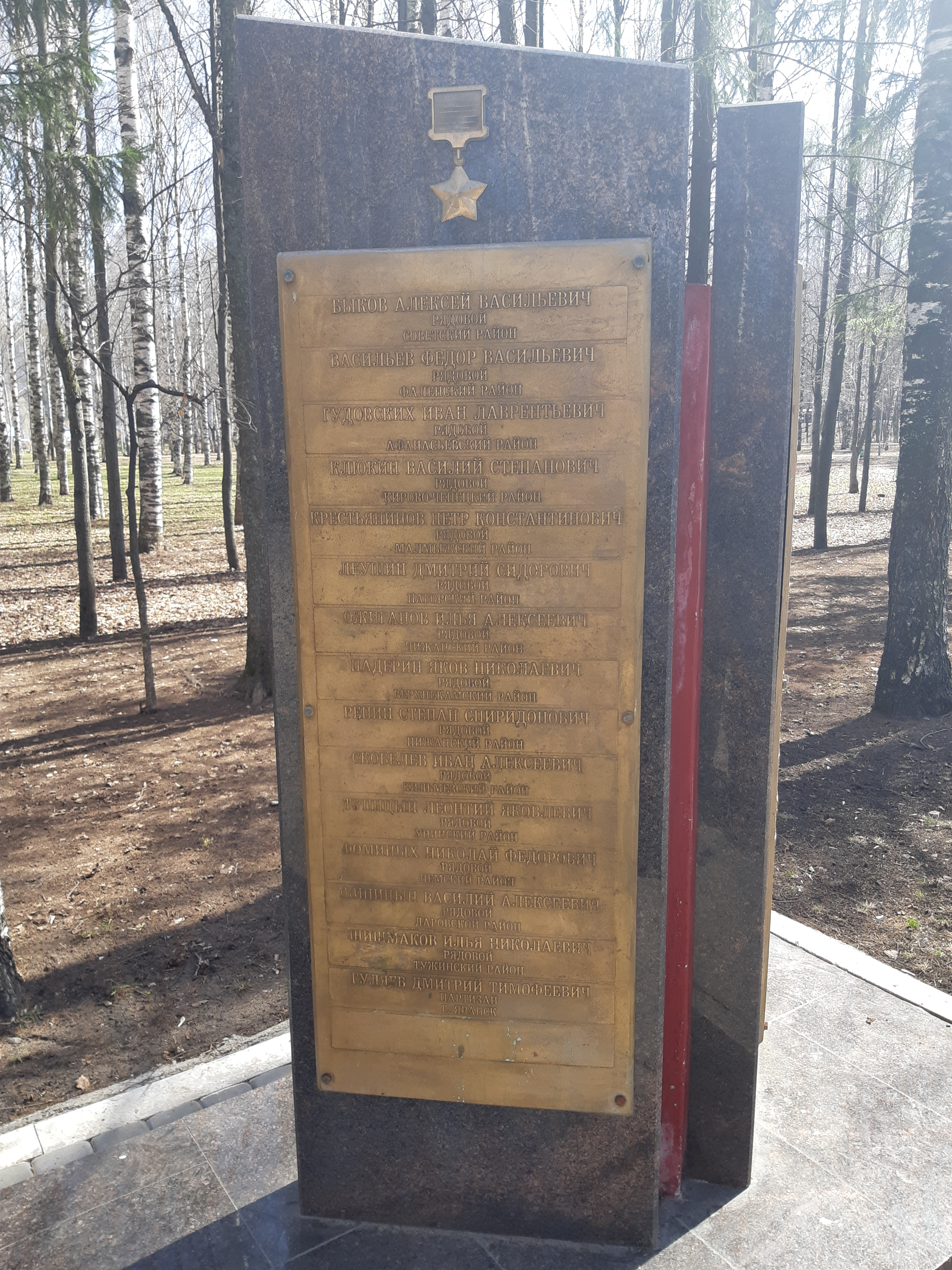
Имя Героя на гранитной стелле в парке Победы в Кирове.

Степа́н Спиридо́нович Ре́пин (28 декабря 1906, Яранский уезд, Вятская губерния — 18 октября 1982, Кыштым, Челябинская область) — санитарный инструктор 3-й роты 3-го батальона 465-го стрелкового полка 167-й стрелковой дивизии 38-й армии Воронежского фронта, красноармеец. Герой Советского Союза.

## Биография
Родился 28 декабря 1906 года в деревне Мокрецы в крестьянской семье. Русский.
Член ВКП/КПСС с 1931 года. В период коллективизации принимал активное участие в организации колхозов. С 1922 года жил в городе Екатеринбурге, работал плотником. Окончил курсы красных директоров при Урало-Казахстанской промышленной академии, работал на строительстве завода «Уралэлектромашина» в Свердловске.
В Красную Армию призван 12 января 1942 года. Окончил курсы санитарных инструкторов. На фронте в Великую Отечественную войну с августа 1943 года.
Санинструктор роты 465-го стрелкового полка красноармеец Степан Репин 30 сентября 1943 года в составе стрелковой роты переправился через реку Днепр в районе села Вышгород, ныне город Киевской области Украины. Во время боёв на плацдарме под ураганным огнём противника отважный санинструктор вынес с поля боя к переправе большое количество раненых бойцов. Мужественный воин был сам тяжело ранен и 22 февраля 1944 года демобилизован по состоянию здоровья.
Указом Президиума Верховного Совета СССР «О присвоении звания Героя Советского Союза генералам, офицерскому, сержантскому и рядовому составу Красной Армии» от 10 января 1944 года за «образцовое выполнение боевых заданий командования на фронте борьбы с немецко-фашистскими захватчиками и проявленные при этом отвагу и геройство» удостоен звания Героя Советского Союза с вручением ордена Ленина и медали «Золотая Звезда».
Жил в городе Кыштыме Челябинской области, и до 1962 года трудился на различных предприятиях. Уйдя на заслуженный отдых, вёл активную общественную работу — являлся членом партийного бюро Кыштымского городского отдела социального обеспечения.
Скончался 18 октября 1982 года. Похоронен на Аллее Героев нового кладбища города Кыштым.
Награждён орденом Ленина, орденом Красной Звезды, медалями.

## Память
- Его имя на гранитной стелле в парке Победы в Кирове.

- Имя Героя высечено золотыми буквами в зале Славы Центрального музея Великой Отечественной войны в Парке Победы города Москвы.

## Комментарии
1. ↑  Деревня Мокрецы, относившаяся к Водозерской, в 1920-е годы — к Пижанской волости Яранского уезда, в последующем входила в состав Обуховского сельсовета Пижанского района Кировской области; упразднена 21.12.1981[1].